# Méhek betelelése
A betelelés a méhészetben azt jelenti, hogy a méhész segíti családjait felkészülni a télre. A méhek a főhordás után már a télre készülnek. Hozzá tartozik, hogy a méhész ellenőrzi a családok méretét és az eleséget, és szükség esetén etetéssel kiegészíti. Egy másik fontos dolog, hogy a túl kicsi családokat egyesíti, mert azok nem élnék túl a telet, mivel az általuk alkotott telelőfürt túl kicsi ahhoz, hogy magjában megfelelő hőmérsékletet tartson fenn. A határ a hat léputca. A harmadik fontos dolog a kaptár berendezése és az őszi atkairtás. Ez utóbbit támogatja, hogy ősszel az anya leáll a petézéssel, így fiasításmentes időszakban alkalmazható szerek is használhatók. A méhész nem mulaszthatja el ezt a munkát, és nem bízhatja csak a méhekre a felkészülést, különben tavaszra már nem lesznek méhei.
A méhésznek hivatalos vizsgálatra kell sort kerítenie júliustól szeptember végéig a méhegészségügyi felelős jelenlétében. A vizsgálat általános. Ellenőrizni kell a lépeket, a nép nagyságát, az anyát, és az élelmet is. Az ekkori családszámot kell betelelő családszámként bejelenteni. Ha szeptemberben is van here, akkor ott van valami az anyával, a családot egyesíteni kell. Vigyázni kell azonban, hogy a nép ne duzzadjon hirtelen túl nagyra, mert akkor szintén rosszul, nyugtalanul telelnek. Egyesítés után a fészket újra kell rendezni.

## Fészek
Fekvőkaptárban kétféleképpen szokták rendezni a fészket. Az egyik szerint az összes lép bent marad. Hátránya, hogy a távolabbi lépek gyakran megpenészednek, és tavasszal a család vontatottan fejlődik, serkentésre szorul. A másik szerint a fedett lépek mellett még két záró lép marad. Nem áll fenn a penészedés veszélye, és a család is kevesebb támogatásra szorul tavasszal, viszont a lépeket hűvös, száraz helyen kell tárolni. Rakodókaptárban a fészket szokták meghagyni a családnak; a mézkamrát vagy elviszik, vagy a helyén hagyják, de bőrlemezzel választják el a fészektől. Ritkán felső telelésre rendezkednek be, és a mézkamrát a fészek alá teszik. Kiskeretes állókaptárakban 7-8 pár lépet hagynak a családnak.

## Táplálék
Ha a méz el van aprózva, akkor szintén rossz lesz a telelés. Inkább kevés lépen legyen sok méz. A mézecskéket vagy ki kell pörgetni, vagy fel kell szúrni, hogy elhordják. Előfordulhat, hogy azokban a lépekben kevés a méz, amiken a család telelne, máshol azonban van méze. Az anya korlátozása miatt a méz a szélső keretekbe kerülhet, középen pedig fiasítás van, méz pedig kevés. Ezen átrendezéssel lehet segíteni; akár más családoktól is lehet mézet átadni a kevésbé szerencsés családoknak. A fészek belsejéből ki kell venni a még ki nem épített, telelésre alkalmatlan kereteket. Hideg építményű fekvőkaptárban a fiasításnál nyitott repülőnyílás ösztönzi a méheket a méz összegyűjtésére. A telelésre alkalmatlan eleséget is el kell távolítani, mint amilyen a mézharmatméz.
Régen a méhek a nyár végén nyíló virágokról elegendő mézet tudtak összegyűjteni a sikeres teleléshez. Ez ma már nincs így, mert sok növényfaj kihalt. Ha a vándorlás jól sikerült nyár végén, akkor lehet, hogy nem kell serkenteni. A nyár végi serkentésnek az a célja, hogy legyen elegendő fiatal méh a családban, ami fel tudja nevelni a tavaszi nemzedéket. Ehhez az is kívánatos, hogy ezek a méhek bőséges tartalékokkal rendelkezzenek. A serkentéshez 1:1 arányú cukros, vagy 2:1 arányú mézes szörpből 2-3 deciliter szükséges naponta. Általában a nyár végi és a szeptemberi méhlegelő még képes fedezni a virágporszükségletet, de ősszel már nem biztos, hogy elhordják a virágport a szabadból, úgyhogy a pótlást a kaptárba kell beadni.
Az élelempótlás rendes formája a szörp. Ősszel, hűvösebb időben lehet lepényhez is folyamodni, de ez a végső eszköz. A téli élelemnek a lépbe kell kerülnie. A szörp lehet hígabb vagy sűrűbb. A sűrűbb szörp egységnyi térfogatában több a cukor, ezért pótláshoz kevesebbet is elég beadni, és érlelése is könnyebb. Hátránya a lassúbb invertálás, azaz a méhek lassabban tudják a répacukrot egyszerű cukrokra bontani. A hígabb szörpöt gyorsabban invertálják, de lassabban érlelik. Kompromisszumos javaslatként Örösi három módszert ajánl, amelyekkel körülbelül ugyanolyan sűrűségű szörp készíthető. Arra kell számítani, hogy a szörp térfogata a felhasznált víz duplája lesz. 
- Mérés nélkül: a cukrot edénybe öntik, magasságát megjelölik, majd folyamatos keverés közben annyi vizet adnak hozzá, hogy ne szálljon fel légbuborék, és a szörp magassága elérje a jelet.
- Literrel mérve: kétszer annyi liter cukor kell, mint amennyi liter víz.
- Mérleggel és literrel: A cukrot kilóban, a vizet literben mérik. Arányukat a Fibonacci-sorozat két egymás melletti tagja adja meg úgy, hogy a nagyobb szám a cukor, a kisebb szám a víz mennyiségét jelzi. Csak a 3-tól kezdődő részsorozat tagjai választhatók, azaz:

(1, 2), 3 , 5 , 8, 13, 21, 34, 55, 89, 144, ...
- Oldó etetővel szintén körülbelül ilyen arányú oldat készíthető.

A szörphöz adott só vagy sav nem segíti, hanem akadályozza az invertálást. A méhek egészségének védelmére azonban szokás adni 1%-ot a 10%-os ecetből. Az invertálást segíti, ha még kézmelegen adják be. Ha állja a kéz, akkor jó. Meleg időben hideg szörppel is lehet etetni. Az etetőt a méhek közelébe kell tenni, és nagyobb család egyszerre akár 2 litert is kaphat. Az elraktározott mennyiség megfelel a cukortartalomnak, de inkább kevesebbre kell számítani, mivel a cukor egy részét azonnal elfogyasztják.
Mézes etetésnél a rablás veszélye erősebb, ezért jobban kell vigyázni. A mézet hígítva is be lehet adni, ekkor hamarabb elhordják. A hígítás aránya: annyi vizet kell adni, hogy az oldat annyi liter legyen, amennyi kiló a méz volt.
A cukorlepény és a kockacukor az eleség őszi kiegészítésére alkalmas, de a száraz kristálycukorral a méhek kifutnak az időből.
Mindig arra kell felkészülni, hogy biztos sok eleségre lesz szükségük a méheknek. Ha a nyugalmi időszak enyhe, vagy a hőmérséklet erősen ingadozik, akkor a fogyasztás megnő. Ha a család nyugtalanul telel, vagy megzavarják, szintén többet fogyaszt. A családot leginkább a kopogtatás, a meg nem szokott rezgés zavarja, például a madarak kopogtatása, az egerek motozása, az egerésző macska, az odacsapódó ág, vagy a röpnyíláson besüvítő szél. A fogyasztás 0 és 7 Celsius-fok között a legkisebb.
Ezen próbál segíteni a hőszigetelés, vagy a zárt helyi teleltetés. A bélelt vagy köpenyes kaptár nehezebb. Egyes méhészetek télire becsomagolják a kaptárakat, csak a röpnyílást hagyják szabadon a tisztuló repülés miatt. A szigetelés hátránya lehet, hogy a kaptár hőmérséklete csak lassan követi a külső hőmérsékletet, így a méhek rosszkor repülnek ki tisztuló repülésre. A túlzott hőszigetelés a szellőzést is rontja. A kaptár belsejében természetes hőszigetelőként működnek a lépek. Hőszigetelőképességüket méztartalmuk és a bennük levő bábingek száma növeli.
Télen a méhek nem tudnak vízért kirepülni. Ekkor a vizet a mézből és a kaptár falán lecsapódó párából nyerik. A méz nedvszívó tulajdonságát kihasználva a méhek a fedelezés egy részének lebontásával gyűjtik a vizet.

## Zárt helyi teleltetés
A zárt helyi teleltetés azt jelenti, hogy a kaptárakat egy olyan helyiségbe viszik, ahol biztosított a nyugalom és a megfelelő hőmérséklet. A családok ugyan kevesebbet fogyasztanak, de az eleség nagy része amúgy is a fiasítás megindulása után kell. Hátránya, hogy innen a méhek nem tudnak tisztuló repülésre menni, így a kaptárakat csak az első nagyobb lehűlés után, november végén, december elején viszik be, és február második felében teszik ki. Ha sokáig maradnak, akkor az akadályozza a család tavaszi fejlődését. Ez a módszer a kaptárak átrendezéséhez is felhasználható.
A kaptárban is gondoskodni kell a szellőzésről. A családokat zökkenők nélkül kell behordani, különben megszívják magukat, és nyugtalanul kezdik a telelést. Érdemes megmérni a kaptárakat bevitelkor és kivitelkor is; ekkor a méhész megtudhatja, hogy mennyi volt a fogyasztás. Ügyelni kell arra, hogy a kivitel utánra ugyanúgy meglegyenek a készleteik, mint a kint telelő családoknak. A fiasítás amúgy is többet fogyaszt, mint a család egész télen.
A telelőhelyiség felügyeletet kíván, mert a kedvező hőmérséklet közel van ahhoz, ami már nyugtalanítja a méheket. A hőmérséklet mellett a páratartalmat is mérni és szabályozni kell. Ha a levegő száraz, akkor -2 – 0 Celsius-fok a legjobb, 75-80%-os páratartalomnál viszont 6-8 Celsius-fok a legkedvezőbb. A műszerek leolvasásához rendszeresen be kell lopódzni, és a méhek viselkedését is meg kell figyelni. Eleinte 10-14, később 3-4 naponta kell tájékozódni. Mivel a méhek nem látják a pirosat, ezért a piros fény használata célszerű. Szellőztetőről is gondoskodni kell, ami elvezeti a párát is. A szellőztetőt védeni kell a fénytől. Amíg a méhek bent vannak, a helyiséget nem szabad másra használni. Ha pincében teleltetnek, és fölötte műhely van, akkor ott nem szabad dolgozni, amíg a méheket ki nem viszik. Fát hasogatni, fűrészelni sem szabad a közelben.
Ősi módszer a kaptárak elvermelése. Gödröt ásnak, aljára gerendákat fektetnek, ezekre teszik a kaptárakat. Szalmával, gerendákkal és földdel takarják, de hagynak rajta egy-két kürtőt. Előnye, hogy nem kell külön helyiség. Hátránya, hogy nem szabályozható.
A telelőhelyiség lehet alkalmi, vagy építhető külön telelő a rendszeres, tervszerű zárt helyi teleltetés céljára. Alkalmi teleltető lehet pince, pajta, csűr, kamra vagy fűtetlen szoba. A telelő épülhet föld felett, félig föld alatt, vagy föld alatt is, ha a talajvíz a felszíntől számított 3,5 méter alatt marad. Ebben az esetben ez a legkedvezőbb.
Ha a méhek nyugtalanok, zúgnak, ki akarnak repülni, akkor a hőmérséklet vagy a páratartalom nem megfelelő. Hűteni a kürtő megnagyobbításával lehet. Ha a külső hőmérséklet erősen melegszik, akkor éjjelre nyitva kell hagyni az ajtót. Ha a levegő nedves, akkor szellőztetni kell. Ha a levegő túl száraz, akkor párásítani kell. Ha a méhek nagyon nyugtalanok, és nem sikerül a hőmérsékletet 8 Celsius-fok alá vinni, akkor a kaptárakat ki kell vinni. Gondoskodni kell egér elleni védelemről is.

## A teleltetés speciális módjai
A méhek teljesen mézes lépen is kitelelnek, bár ez ellenkezik ösztöneikkel. A lép közepét takarítják ki először. A mézet vagy elfogyasztják, vagy más lépekben helyezik el.
A felső teleltetést alsó röpnyílású rakodókaptárban ajánlják. A hagyományos teleltetéstől eltérően a méhek itt a mézkamrában telelnek. A cserére az utolsó pergetés után kerítenek sort, így a méhek távolabb kerülnek a röpnyílástól. Az alsó sorból rablásveszély és a darazsak miatt elveszik a mézes lépeket. Vannak, akik teljesen kipakolják az alsó szakaszt, és csak egy lépet hagynak a röpnyílásnál létrának.
A módszer értéke vitatott. Előfordulhatnak ugyanazok a hibák, mint a túlzott hőszigetelésnél, továbbá a méhek visszajövet nem biztos, hogy használni tudják a létrát, és összekapaszkodva alul lelik halálukat.
Az alsó kijárós kaptár kettős alja hasonló: védelmet nyújt a szél ellen, és szabályozza a hőmérsékletet.
A tartalékcsaládok méretét kevésbé szigorúan kell megítélni, mint a termelőkét. A túl kicsivé vált termelő is a tartalékok közé sorolható, amennyiben mérete eléri a 3 léputcát. Egy termelő családdal közös kaptárban, fallal elválasztva, külön röpnyílással teleltethetők.
Az anyák átteleltethetők tartalékcsaládokban, vagy szobában, néhány dolgozóval együtt. Ha szabadon vannak a tartalékcsaládban, akkor felhasználásukig petézhetnek. Ezzel a fiasítással erősíthető a kis család, vagy felhasználható más családok erősítésére.
Nagy méretű családokban, ha nem kell a fürtnek továbbvonulnia, kalitkázva is teleltethetők anyák. További sorsuk azonban bizonytalan. Időt is vesztenek a kalitkában, mert nem tudnak petézni, viszont tavasszal nem biztos, hogy célszerű tartalékcsaládokat alkotni.

## Problémák megoldása
Ha a méz nem megfelelő, és nem lehet kicserélni, akkor a fiasítás megszűnése után néhány nagy adag cukorszörpöt adnak. Ezt helyezik el a legközelebb a telelőfürthöz, és ezt fogyasztják el először.
Ha sok családnak kevés a méze, és nem lehet pótolni, akkor a szegényebb családokat egyesíteni kell, így aránylag kevesebbet is fogyasztanak, mert a nagyobb fürt felszíne aránylag kisebb.
Az anyátlan családot vagy anyásítani, vagy egyesíteni kell.
Ha nem hordják el a nagy adag élelmet, akkor valószínűleg rossz helyen van az etető, vagy gyenge a család. Ha nem segít az etető áthelyezése, akkor egyszerre kevesebbet kell adni.
Szél elleni védelemként szélfogó fal építhető. Hideg építményű felső röpnyílású kaptárban külön is érdemes védeni a családot. A méhész beszűkíti a röpnyílást, és felhajtja a röpdeszkát, így a levegő zegzugosan jut a kaptárba.

## Felügyelet
A jól betelelt családok nem kívánnak külön gondozást, csak az erősebb rezgésektől kell védeni. Nem szabad hagyni ott játszani a gyerekeket, és lehetőleg a háziállatokat sem szabad odaengedni. A kaptárat nem szabad kopogtatni, mert az is zavarja a méheket. A családokat télen amúgy sem nagyon lehet segíteni, ha probléma adódna.